# Nikita Bazénov
Nikita Aleksandrovich Bazénov (en ruso: Никита Александрович Баженов; Noguinsk, Unión Soviética, 1 de febrero de 1985) es un exfutbolista ruso que jugaba como delantero.

## Selección nacional
El 20 de agosto de 2008 debutó con la selección de Rusia en un amistoso frente a los Países Bajos, siendo ese su único partido como internacional.

## Clubes
| Club                      | País       | Año       |
| ------------------------- | ---------- | --------- |
| F. C. Saturn              | Rusia      | 2001-2004 |
| F. C. Spartak de Moscú    | Rusia      | 2004-2010 |
| F. C. Tom Tomsk           | Rusia      | 2011-2016 |
| F. S. C. Dolgoprudny      | Rusia      | 2017      |
| F. C. Okzhetpes           | Kazajistán | 2018      |
| F. C. Olimp-Dolgoprudny   | Rusia      | 2019-2021 |
| F. C. Olimp-Dolgoprudny-2 | Rusia      | 2021-2022 |